# Elmo (elfo)
Elmo es un personaje ficticio perteneciente al legendarium del escritor británico J. R. R. Tolkien. Era un elfo de Doriath.

## Historia
Según algunos escritos publicados en los Cuentos inconclusos de Númenor y la Tierra Media, Elmo era un elfo teleri, hermano menor de Elwë y Olwë, grandes reyes de los teleri, quienes guiaron al pueblo hacia el «Reino Bendecido» de Aman. Cuando llegaron a las tierras de Beleriand, Elwë quedó preso de un hechizo durante largo tiempo. Finalmente, su hermano Olwë decidió partir ante la insistencia del vala Ulmo, dejando atrás a una parte de los teleri que no estaban dispuestos a continuar el viaje sin su rey Elwë.
Elmo, por el amor que le profesaba a su hermano, decidió esperarle junto con el segundo grupo. Cuando Elwë despertó fundó, junto con la maia Melian, el reino de Doriath, donde Elmo permaneció hasta la Guerra de la Cólera y el hundimiento de Beleriand.

## Parentesco con Celeborn
Según lo publicado en La historia de Galadriel y Celeborn, Elmo, como hermano de Elwë, sería el abuelo de Celeborn. El hijo de Elmo sería Galadhon y sus hijos (nietos de Elmo) serían Celeborn y Galathil (siendo este último el padre de Nimloth, esposa de Dior y madre de Elwing).
Otra versión de la historia publicada en La Guerra de la Cólera, nos descubre a Nimloth como hermana de Celeborn, aunque según la opinión del propio autor Christopher Tolkien (hijo del escritor), la intención final de  Tolkien era la de que Nimloth fuera sobrina de Celeborn:

Es evidente, por los toscos escritos a lápiz de mi padre que hay en esa página, que mi padre no lo tenía claro en absoluto, y parece que lo último que pensó fue que Nimloth era sobrina de Celeborn.

- Datos: Q3723586